# Supercoppa di Polonia 1999 (pallacanestro)
La Supercoppa di Polonia 1999 è la 1ª Supercoppa di Polonia di pallacanestro maschile.
La partita è stata disputata il 4 settembre 1999 presso la Sala del Centenario di Breslavia tra il Śląsk Breslavia, campione di Polonia 1998-99 e il Znic Pruszków vincitore della Coppa di Polonia 1999.

## Finale
| Breslavia 4 settembre 1999 | Śląsk Breslavia | 59 – 57 (29-35)                                                          | Znic Pruszków | Sala del Centenario |
| \| \| \| \| \| Wójcik 20 \| Punti \| 12 Jeklin \| \| Bigus• Moore• Štelmahers• Szybilski• Wójcik• Zieliński \| Formazioni \| Bacik• Bagatskis• Burns• Jeklin• Karwowski• Miszczuk• Szcześniak• Walker \| \| Muli Katzurin \| Allenatori \| Nikołaj Balwaczow \| |                 |                                                                          |               |                     |
| |                 |                                                                          |               |                     |
| Wójcik 20 | Punti           | 12 Jeklin                                                                |               |                     |
| Bigus• Moore• Štelmahers• Szybilski• Wójcik• Zieliński | Formazioni      | Bacik• Bagatskis• Burns• Jeklin• Karwowski• Miszczuk• Szcześniak• Walker |               |                     |
| Muli Katzurin | Allenatori      | Nikołaj Balwaczow                                                        |               |                     |